# يعبرون الجسر
قصيدة من تأليف الشاعر اللبناني خليل حاوي وغناها مارسيل خليفة. 
في ربيع العام 1957 أُرسل الشاعرُ اللبنانيّ الكبير خليل حاوي، من كيمبريدج (إنكلترا)، حيث كان يَدْرس على المستشرق الشهير آربيري، قصيدته «الجسر» إلى مجلة الآداب. «الجسر» عبّرتْ، لأجيالٍ وأجيال من العرب المكتوين بنار الاستعمار والصهيونية، عن إرادة العبور من «نسْل العبيد» إلى «فرخ النسر»، ومن «مستنقع الشرق» إلى «الشرق الجديد.»
هذه القصيدة سارت، لاحقًا، على ألسنة آلاف اللبنانيين والفلسطينيين بشكل خاصّ، وذلك حين لحّن مرسيل خليفة مقطعًا قصيرًا منها:
يعبرون الجسر في الصبح خفافا
أضلعي امتدت لهم جسرا وطيد
من كهوف الشرق
من مستنقع الشرق 
إلى الشرق الجديد
http://al-adab.com/article/%D9%82%D8%B5%D9%8A%D8%AF%D8%A9-%D8%A7%D9%84%D8%AC%D8%B3%D8%B1-%D9%84%D8%AE%D9%84%D9%8A%D9%84-%D8%AD%D8%A7%D9%88%D9%8A